# Туистърс
„Туистърс“ (на английски: Twisters) е американски филм за бедствие от 2024 г. на режисьора Лий Айзък Чунг, по сценарий на Марк Л. Смит, а сюжетът е на Джоузеф Козински. Той е продължение на филма „Туистър“ от 1996 г. Във филма участват Дейзи Едгар-Джоунс, Глен Пауъл, Антъни Реймъс, Брандън Пиреа, Мора Тиърни и Саша Лейн.
Премиерата на филма се състои в Cineworld Leicester Square, Лондон на 8 юли 2024 г. и излиза по кината от „Уорнър Брос Пикчърс“ в световен мащаб на 10 юли, както и в Съединените щати на 19 юли.

## Актьорски състав
- Дейзи Едгар-Джоунс – Кейт Картър[2]
- Глен Пауъл – Тайлър Оуенс
- Антъни Реймъс – Яви
- Брандън Пиреа – Бун
- Мора Тиърни – Кати Картър
- Саша Лейн – Лили
- Дарил Маккормак – Деб, гадже на Кейт
- Киърнън Шипка – Ади
- Ник Додани – Правийн
- Дейвид Корънсуит – Скот, бизнес партньор на Яви
- Тънди Адебимп – Декстър
- Кейт О'Брайън – Дани
- Дейвид Борн – Маршъл Ригс